# Uzovské Pekľany
Uzovské Pekľany es un municipio del distrito de Sabinov en la región de Prešov, Eslovaquia, con una población estimada a final del año 2024 de 480 habitantes.
Se encuentra ubicado en el centro-oeste de la región, en el valle del río Torysa (cuenca hidrográfica del río Tisza).

## Demografía
| Año        | 1994 | 2004    | 2014    | 2024     |
| ---------- | ---- | ------- | ------- | -------- |
| Población  | 371  | 375     | 406     | 480      |
| Diferencia |      | +1,07 % | +8,26 % | +18,22 % |

| Año        | 2023 | 2024    |
| ---------- | ---- | ------- |
| Población  | 468  | 480     |
| Diferencia |      | +2,56 % |